# Pauline Frasca
Pauline Frasca (Sale, 1 de julio de 1980) es una deportista australiana que compitió en remo.
Ganó cuatro medallas en el Campeonato Mundial de Remo entre los años 2005 y 2011. Participó en dos Juegos Olímpicos de Verano, ocupando el sexto lugar en Londres 2012 (ocho con timonel) y el cuarto en Río de Janeiro 2016 (cuatro scull).

## Palmarés internacional
| Campeonato Mundial | Campeonato Mundial        | Campeonato Mundial | Campeonato Mundial |
| Año                | Lugar                     | Medalla            | Prueba             |
| ------------------ | ------------------------- | ------------------ | ------------------ |
| 2005               | Kaizu (Japón)             | Medalla de oro     | Cuatro sin timonel |
| 2005               | Kaizu (Japón)             | Medalla de oro     | Ocho con timonel   |
| 2010               | Cambridge (Nueva Zelanda) | Medalla de plata   | Cuatro sin timonel |
| 2011               | Bled (Eslovenia)          | Medalla de plata   | Cuatro sin timonel |